# シグナリング
シグナリング (英: signaling) とは、市場において、情報の非対称性を伴った場合、私的情報を保有している者が、情報を持たない側に情報を開示するような行動をとるというミクロ経済学における概念である。労働者の能力を代替して判断する材料としての学歴などがシグナルである。

## 概要
この概念は2001年にノーベル経済学賞を受賞したマイケル・スペンスによってはじめて分析され、高等教育が労働者の生産性に何ら影響を及ぼさないとしても、企業がその労働者に対して、高賃金を支払うことは合理的であることを示した。
シグナリング理論は、企業の採用現場を想定して生まれた。企業が得たい情報は、応募者の能力、生産性、意欲などであるが、しかしこれは観察できないため、企業は、履歴書に記載された学歴のほか、面接における身だしなみ・様相などの観察できる材料から判断する。この時、観察できるものを観察できないものに代替したものがシグナルであり、市場シグナル(market signals)は「意図的にまたは不意に、他人の印象を変えたり、情報を伝える個人の属性または行動」として定義される(Spence 1974)。  
なお情報を持たない者が情報を持つ者に情報を開示させるように選別を行うことをスクリーニングと言う。

## 学校教育とシグナリング
就職市場での代表的なシグナルは、「学歴」である。学校教育は生産性はないが、生産性との相関関係でいえば、企業が学歴によって労働者を採用することは合理的である。理由は、求職者も高等教育を受けることによって自分の優秀さを示せるため、高賃金を受け取ることができる。企業は、有能な労働者は学歴を取得するため自己で費用と時間を使っている為、自社で「労働者に職歴の取得に多大なコストを支払わなければならない」とリスク回避ができる。しかしこの見方によれば、教育は社会的な浪費となるリスクも存在する。なぜなら、教育を受けたとしても、生産性に影響を与えることはないのにもかかわらず、学生や学校関係者の社会的資源を使ったのだとすれば、それだけ無駄が生じたことになる。これはあまりにも極端な見方であるが、生産性に影響を与えると仮定したとしても、シグナリングは社会的な利得ではなく、企業利益の考え方である、社会的には「総費用がかかってしまうので、やはり教育に対しての過剰投資となってしまう。」
他方、ジョージ・メイソン大学経済学部教授ブライアン・カプランは、学校教育のほとんどは無駄なシグナリングであり、政府も教育支出を削減すべきであるとする。カプランは、歴史、社会、美術、音楽、外国語などは、社会に出ても役に立つことはなく、学生もすぐに忘れるほどで、単に時間の無駄となっているとし、必須科目から選択制にしたり、またはそれぞれの授業の水準をあげて成績下位の生徒を落第にすれば無駄はなくなるが、しかし、「税金を使って非実用的な教科を教える授業の廃止」が有効であると主張する。カプランは、「なぜ美術を勉強するという選択肢に公費をかけて納税者が負担しなければならないのか。それより、公立大学の非実用的な学部は閉鎖し、政府の助成金やローンを受けられない私立大学に非実用的な専攻の学科を創設すればいい」と提案し、現在問題になっている高額授業料にしても、無益な進学を抑制しているだけでなく、専攻の最適化にも役立っていると述べる。